# سانتا ماریا دل تیتار
سانتا ماریا دل تیتار (به اسپانیایی: Santa María del Tiétar) دهستانی در استان آبیلای اسپانیا است.
در این دهستان ۵۵۳ نفر زندگی می‌کنند. مساحت این دهستان ۱۱٬۹ کیلومتر مربع است.